# Armiamoci e... partite! (film 1915)
Armiamoci e... partite! è un film muto del 1915, diretto da Camillo De Riso. la pellicola era tratta dall'omonima commedia di José Castillo.
Tra gli interpreti, vi erano Arnaldo Arnaldi, Tranquillo Bianco, Emilio Petacci, Felicita Pozzone, Aldo Sinimberghi.